# Гало (народ)
Гало — народ в северо-восточной Индии, проживает главным образом в округе Западный Сианг, юго-западе округа Восточный Сианг, юго-востоке округа Верхний Субансири, а также в некоторых районах округа Чангланг штата Аруначал-Прадеш. По данным переписи 2001 года численность этноса составляла 80 597 человек.
Язык гало относится к ветви тани тибето-бирманских языков. Некоторые представители этноса владеют также ассамским, хинди или английским. Большинство гало исповедуют местные традиционные анимистические верования, в последнее время довольно много становится и приверженцев христианства.
Традиционная экономика гало всегда основывалась на подсечно-огневом земледелии, а также, в некоторой степени, на охоте и собирательстве. Сельское хозяйство осложнено горным рельефом, основные культуры включают несколько видов риса, пшено (в северных районах), кукуруза, тапиока, перец чили и др. Варят рисовое пиво (опоо или апонг), которое бывает как светлым, так и тёмным.
Основное домашнее животное гало — гаял (одомашненная форма гаура). Другие животные включают кур, уток, свиней; а в предгорья также коров и овец.